# Positions politiques de Kamala Harris
Pour un article plus général, voir Kamala Harris.

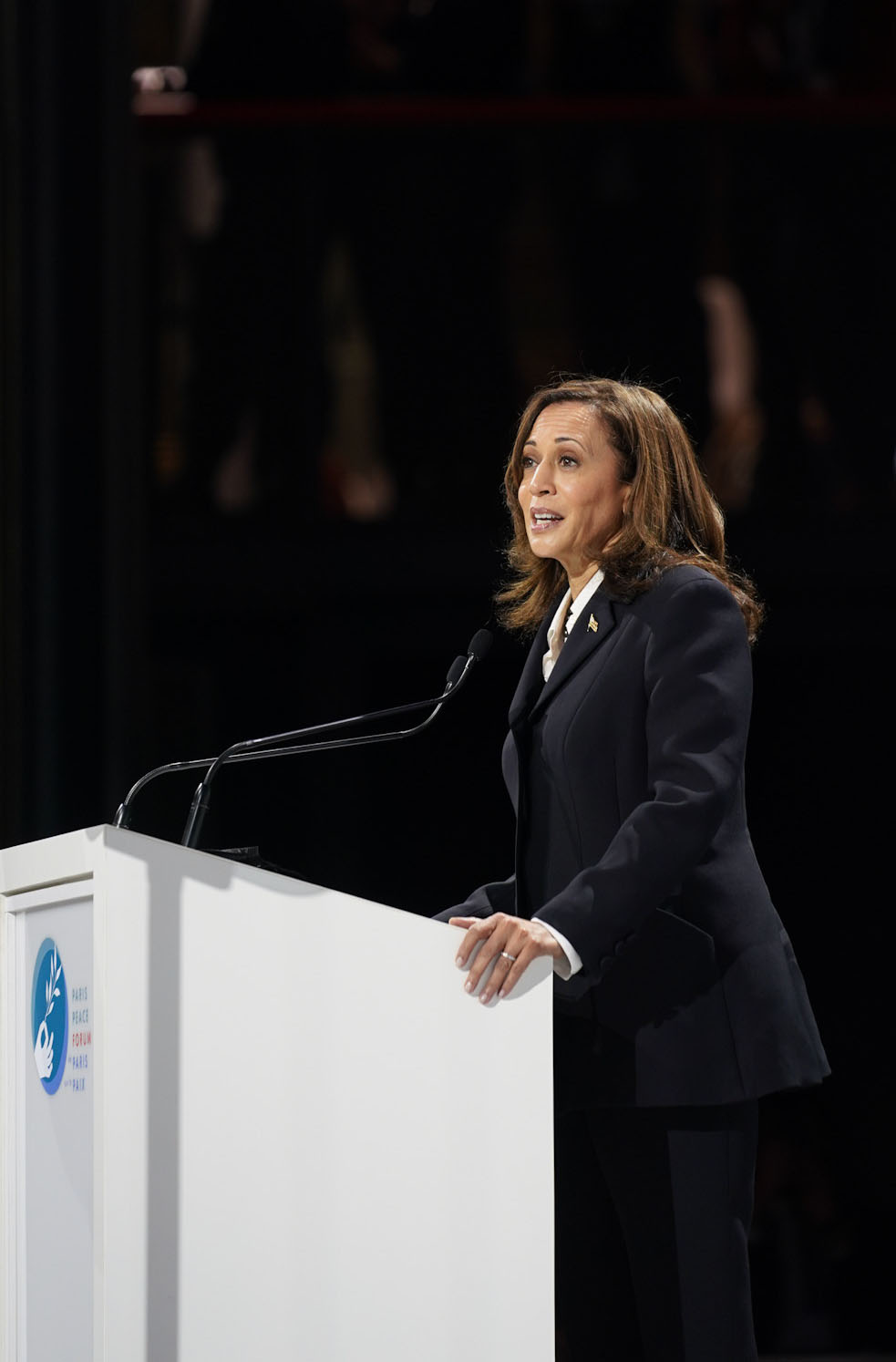
Kamala Harris donnant un discours lors du Forum de Paris sur la paix de 2021.

Les positions politiques de Kamala Harris sont reflétées par ses votes pendant son mandat de sénatrice, par ses prises de position publiques et par les entretiens avec des journalistes. Harris devient procureure de San Francisco en 2003, et est élue procureure générale de Californie en 2010. Après avoir été sénatrice de Californie entre 2016 et 2020, Harris devient cette même année la colistière de Joe Biden lors de l'élection présidentielle américaine contre le président sortant Donald Trump et son vice-président Mike Pence. Après la victoire de Biden, Harris devient à son tour vice-présidente des États-Unis. Après le retrait de Joe Biden de l'élection présidentielle de 2024, Harris devient la candidate nommée par le Parti démocrate lors de la convention nationale démocrate (en) en août 2024 : elle perd cependant l'élection le 6 novembre 2024, et quitte la vice-présidence le 20 janvier 2025.

## Orientation politique générale
Les positions politiques de Kamala Harris sont largement considérées comme étant proches de celles de Biden,,. En 2020, le New York Times considère que Harris est une « modérée pragmatique », dont les positions politiques reflètent celles de Biden. CNN considère que le relevé de ses votes au Sénat est « certainement l'un des plus libéraux », tout en notant qu'Harris était plus modérée sur certains enjeux politiques avant son entrée au Sénat. En 2024, The Atlantic écrit que « pendant la campagne présidentielle de 2020, [Harris] a pris des positions plus à gauche qu'auparavant — dont certaines sur lesquelles elle est revenue pendant sa campagne présidentielle actuelle ».

## Enjeux sociétaux

### Droit à l'avortement

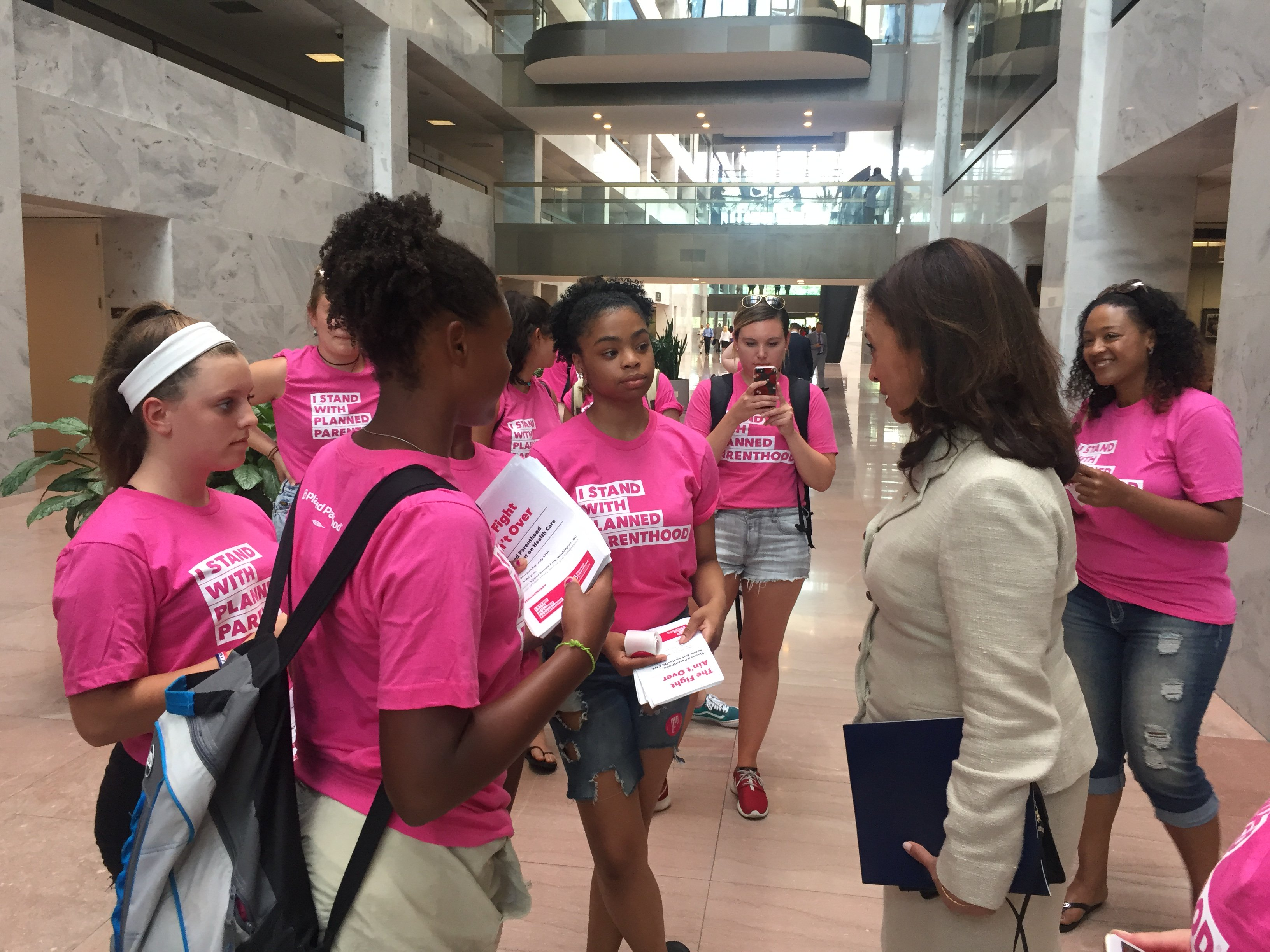
Kamala Harris avec des activistes de Planned Parenthood, en juillet 2017.

Kamala Harris soutient le droit des femmes à recourir à l'avortement, et a fait de ce thème un enjeu central de sa campagne présidentielle de 2024. Harris a été considérée comme « la voix de l'administration Biden pour les droits reproductifs », et comme « la voix du soutien sans failles de la Maison-Blanche pour les droits de santé reproductive ». Plusieurs associations de défense des droits des femmes et du droit à l'avortement ont annoncé soutien à Harris après que Biden se soit retiré de la course présidentielle ; l'association Reproductive Freedom for All a par exemple affirmé qu'il « n'y a personne qui s'est autant battu [que Harris] pour le droit à l'avortement », tandis que l'organisation féministe Emily's List la considère comme « notre plus puissante messagère et défenseuse » des droits reproductifs.
En 2020, Harris avait été notée à 100% par Planned Parenthood, et a reçu une note de 0% par le National Right to Life Committee, une organisation anti-avortement,. Emily's List a également soutenu Kamala Harris lors de sa campagne sénatoriale en 2015 (en).

### Discrimination positive
Harris s'est opposée à l'interdiction de la discrimination positive (en) en Californie, et a été amicus curiae à la Cour suprême pendant l'affaire Fisher v. University of Texas de 2016 (en), demandant alors que la Cour « réaffirme sa décision selon laquelle les universités publiques peuvent considérer la race comme un facteur dans les décisions d'admissions ».

### Peine de mort
Kamala Harris est opposée à la peine de mort, mais a affirmé qu'elle examinerait chaque cas individuellement alors qu'elle était procureure générale de Californie. Robert Dunham, directeur exécutif du Death Penalty Information Center (en), a affirmé qu'Harris avait un « historique mitigé » sur la question.
En tant que procureure de San Francisco, Harris s'est opposée à la peine de mort, en refusant notamment de demander l'exécution d'un homme condamné pour le meurtre d'un officier de police: cette décision controversée lui attira les foudres des syndicats de policiers et les critiques de la sénatrice de Californie Dianne Feinstein. En tant que procureure générale de Californie, Harris a été critiquée pour avoir fait appel d'une décision de justice qui aurait pu abolir la peine de mort dans l'État, puis pour avoir refusé de soutenir deux initiatives électorales qui auraient pu abolir la peine capitale. Ce comportement ambivalent autour de la peine de mort a nourri les accusations d'opportunisme politique et d'auto-contradiction envers Harris,.
En juillet 2019, alors que le procureur général des États-Unis William P. Barr annonce le retour de la peine de mort fédérale après plus de deux décennies sans exécution d'un détenu par le gouvernement fédéral, Harris fustige la décision, la considérant « malavisée et immorale » et comme « un détournement dégoûtant de l'argent du contribuable ». En réponse à ce retour de la peine de mort, Harris présente avec d'autres sénateurs démocrates un projet de loi visant à abolir la peine de mort.

### Justice pénale

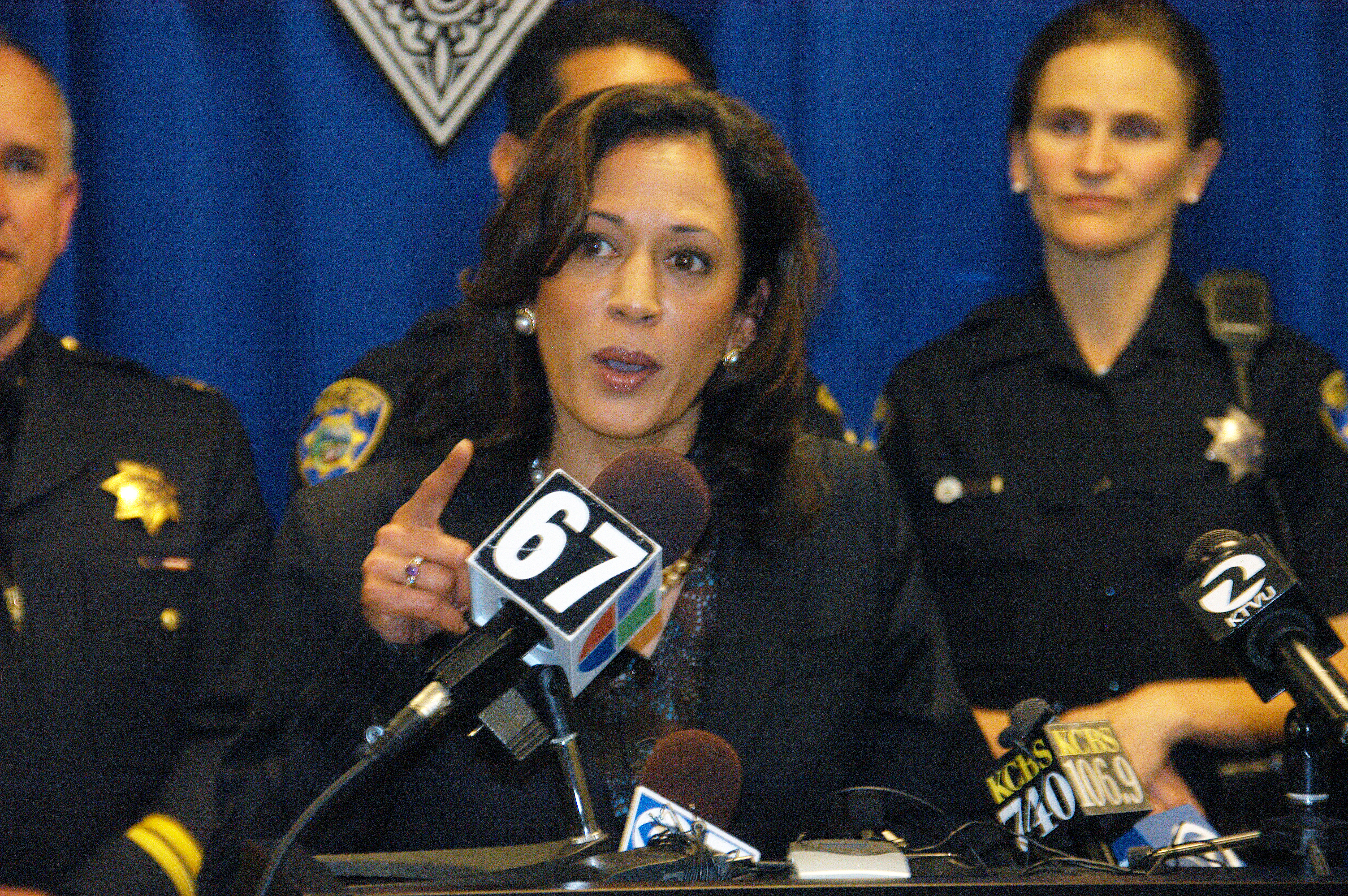
Kamala Harris annonce l'arrestation d'un délinquant sexuel grâce à des tests ADN menés auprès de la famille du dit délinquant, en mars 2011.

En décembre 2018, Harris vote en faveur du First Step Act (en), une loi visant à réduire les taux de récidive parmi les prisonniers en développant des programmes comprenant notamment une formation professionelle, à favoriser la libération anticipée des détenus et des modifications au niveau des peines plancher pour les toxicomanes non-violents, afin de « punir les toxicomanes plus équitablement ».
En mars 2020, Harris signe avec quinze autres sénateurs démocrates une lettre addressée au Bureau fédéral des prisons et des groupes privés de gestion de prisons comme GEO Group, CoreCivic et la Management and Training Corporation (en), leur demandant des informations sur leur stratégie de réponse à la pandémie de Covid-19, affirmant qu'il est « primordial que [vous] ayez un plan afin de prévenir la propagation du nouveau coronavirus parmi les détenus et le personnel pénitentiaire et leurs proches, et de donner un traitement à ceux qui ont été infectés ».
En juin 2020, après une campagne menée par plusieurs mouvements politiques tels que Black Lives Matter, le maire de Los Angeles Eric Garcetti une réduction du budget du LAPD de 150 millions de dollars. Harris a soutenu cette décision, en affirmant ceci :

« Nous devons examiner à nouveau ce que nous faisons avec l'argent du contribuable américain et nous demander si on obtient le bon retour sur investissement, si nous créons vraiment des communautés saines et sûres. C'est une conversation légitime, qui nécessite une évaluation critique. J'applaudis Eric Garcetti pour ce qu'il a fait,. »

En 2020, Harris a exprimé son soutien au Minnesota Freedom Fund (en), un fonds visant à soutenir les personnes arrêtées pendant les manifestations consécutives au meurtre de George Floyd, bien qu'elle n'a pas contribué financièrement à celui-ci.
L'historique d'Harris en termes de justice pénale est mitigé, les personnes critiques de sa politique affirmant que celle-ci soutient des politiques dures dans le domaine de la répression des crimes, et ce malgré le fait qu'Harris se considère comme une « procureur progressiste », citant notamment sa réticence à libérer des prisonniers et ses lois contre l'absentéisme. Dans son livre Smart on Crime (en), publié en 2009, Harris critique également les « biais contre la police » des libéraux.

### Drogues

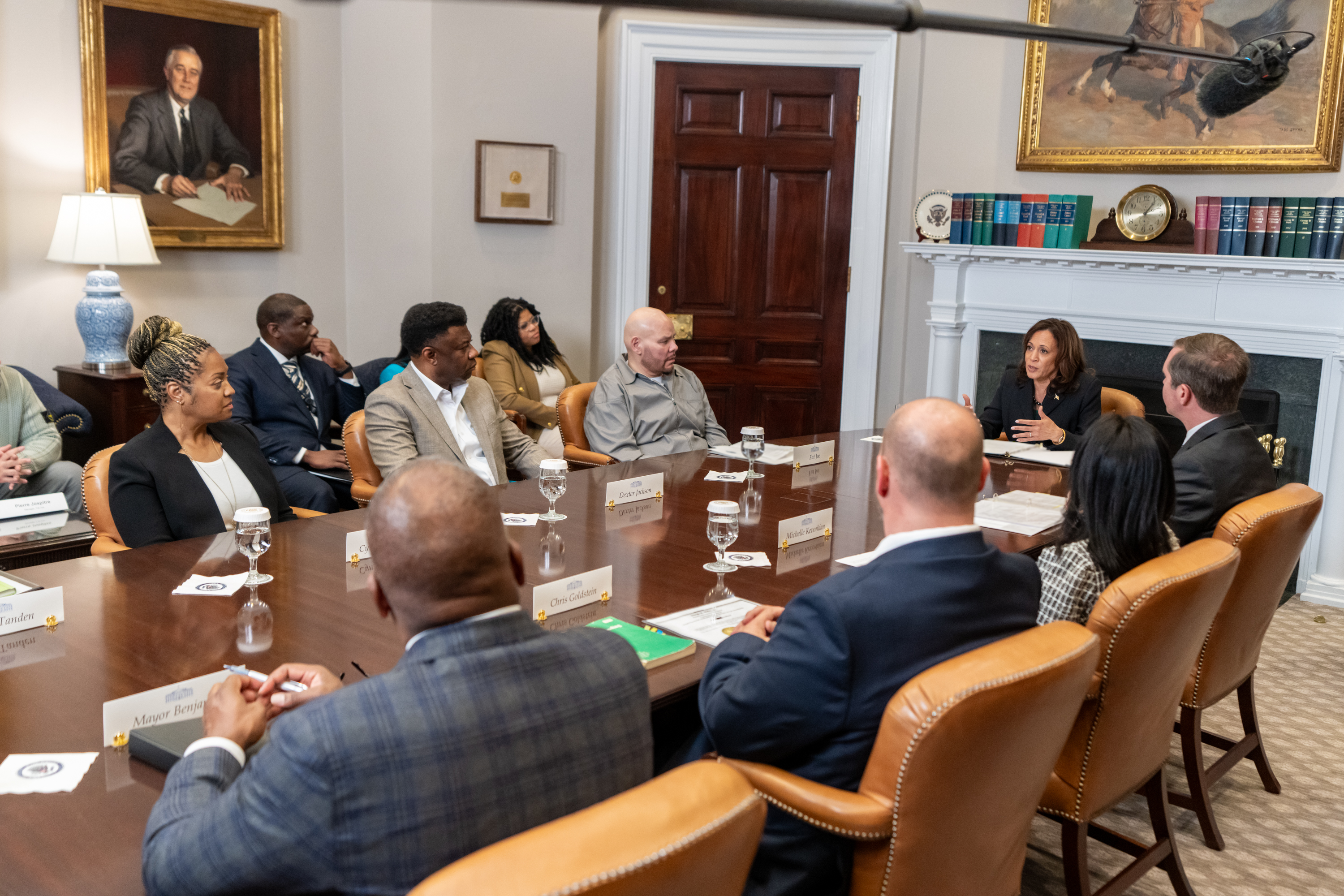
Kamala Harris pendant une réunion sur la réforme du statut légal du cannabis, en mars 2024.

Harris ne soutenait pas la légalisation du cannabis (en), mais celle-ci a ensuite changé d'avis sur la question,. En 2010, alors en pleine campagne pour être élue procureur générale de Californie (en), elle s'est opposée à la proposition 19, première tentative de légaliser le cannabis récréatif dans l'État. Son directeur de campagne affirmait alors :

« Après avoir passé deux décennies dans les tribunaux, Harris croit que la vente de drogue nuit aux communautés. Harris soutient l'usage légal de cannabis médical mais ne soutient rien au-delà de cela. »

En 2015, Harris appelle à la fin de l'interdiction fédérale du cannabis médical.
En avril 2018, après que des journalistes aient rapporté que le Département de la Justice empêche la DEA de mener des recherches sur le cannabis médical, Harris et le sénateur Orrin Hatch ont envoyé une lettre au procureur général Jeff Sessions, affirmant que la recherche le cannabis est nécessaire « pour [avoir] une prise de décision basée sur des faits » et pour « résoudre des questions primordiales de santé et de sécurité publiques, comme l'impact du cannabis sur le développement du cerveau et son impact sur les conducteurs ».
En mai 2018, Harris a co-signé le Marijuana Justice Act (en), qui, s'il avait été adopté, aurait légalisé le cannabis au niveau fédéral en le retirant des produits interdits au titre du Controlled Substances Act. Ce projet de loi aurait aussi exigé des cours fédérales d'effacer d'anciennes condamnations fédérales pour utilisation ou possession de cannabis et aurait pénalisé les États qui appliquent des lois anti-cannabis disproportionnellement dirigées contre les minorités et les américains pauvres. En février 2019, alors qu'elle présente à nouveau le Marijuana Justice Act, Harris affirme que les États-Unis n'ont pas appliqué des lois sur le cannabis de manière égale et que ceux-ci ont « criminalisé le cannabis d'une manière ayant mené à un nombre disproportionné d'incarcérations de jeunes hommes de couleur (en) ».
En juillet 2019, Harris et le représentant Jerry Nadler présentent le MORE Act (en), qui, comme le projet de loi de 2018, aurait légalisé le cannabis au niveau fédéral, aurait effacé les anciennes condamnations liées au cannabis et aurait accordé des subventions aux communautés issues de minorités afin d'inverser les dégâts causés à celles-ci par deux décennies de criminalisation du cannabis. Dans un communiqué, Harris a cité le besoin de réguler la vente de cannabis et a assuré que « tout le monde — tout particulièrement des communautés de couleur qui ont été impactées de manière disproportionnée par la War on Drugs — a une vraie opportunité dans cette industrie grandissante ».

### Éducation

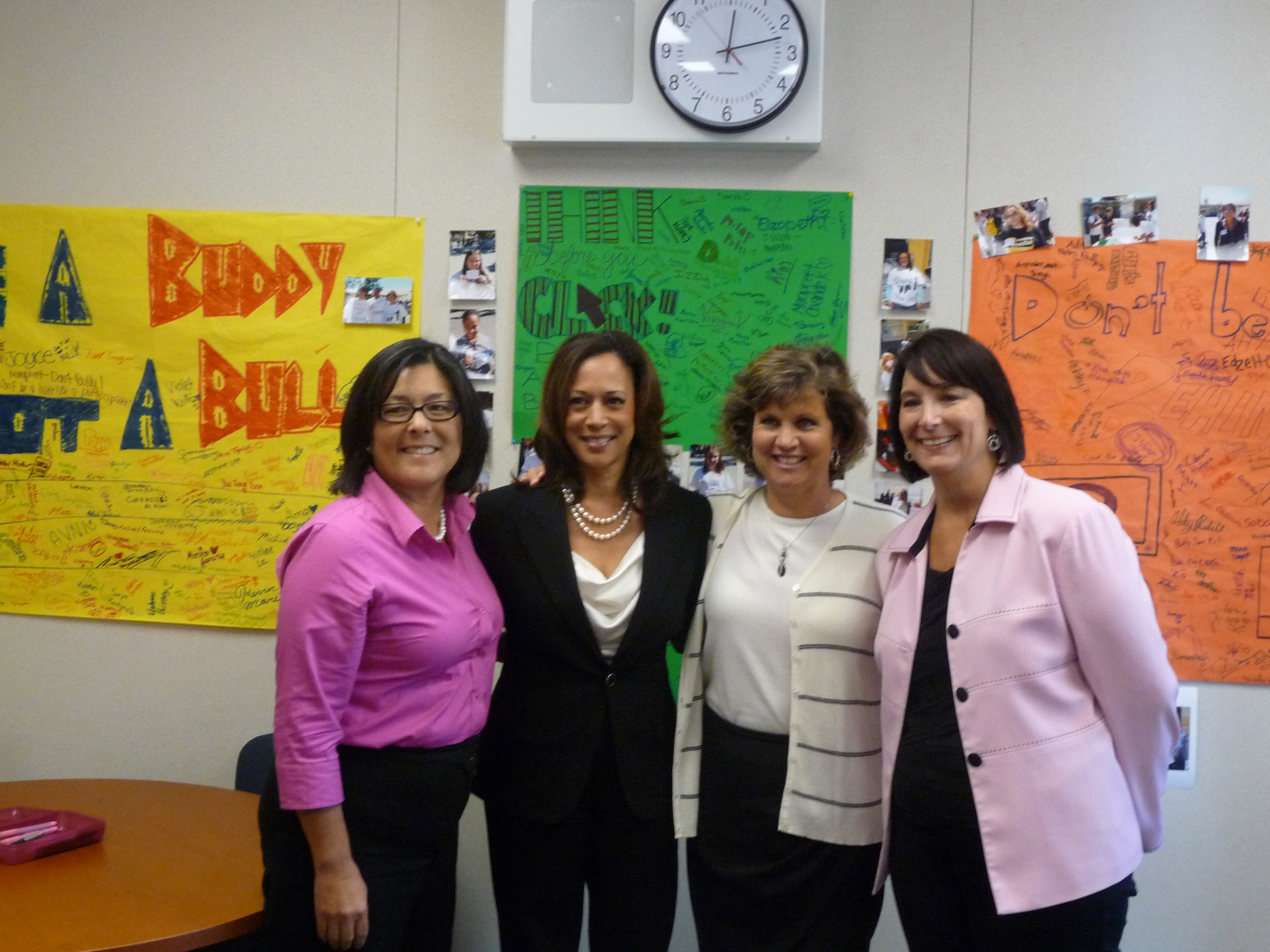
Kamala Harris visite une école à Sunnyvale afin de rencontrer des étudiants et le personnel éducatif afin de discuter de sécurité en ligne, de la citoyenneté numérique et du cyberharcèlement, en octobre 2010.

Harris a affirmé que « l'absentéisme chronique et habituel » des enfants en école primaire devrait être traité en tant qu'un crime commis par leurs parents, et a également affirmé qu'il existe un lien direct entre l'absentéisme en école primaire et la criminalité plus tard dans la vie. En 2010, son site de campagne pour le poste de procureur générale a affirmé qu'Harris a reçu le soutien de la California Federation of Teachers (en). Après avoir été élue, Harris a fait voter une loi permettant de poursuivre en justice les parents d'enfants en école maternelle ayant été absents à plus de 10% des cours en une année.
Harris considère que le busing est une bonne initiative afin de mettre fin à la ségrégation dans les écoles, affirmant lors d'un débat avec Joe Biden pendant sa campagne présidentielle de 2020 (en) que « les écoles des États-Unis sont aussi ségrégées, voire plus ségrégées aujourd'hui que quand j'étais [moi-même] en école élémentaire », et que cette initiative devrait être soutenu par le gouvernement fédéral. Elle a plus tard considéré que le busing devrait être géré par les districts scolaires et non pas par le gouvernement fédéral.
Harris soutient la création d'un programme fédéral de remboursement des frais de scolarité (en) et autres dépenses des étudiants en université publique et pour les étudiants dont le foyer gagne moins de 125000$ par an : ce programme aurait été financé par une taxe de 0,5% sur chaque opération boursière des sociétés cotées à Wall Street. Harris propose également le remboursement de la dette étudiante à hauteur de 20000$ pour les étudiants bénificiaires d'un Pell Grant (en) qui créent une entreprise dans une communauté désavantagé : les étudiants éligibles à cette mesure bénéficieraient également d'un report de prêt sans intérêt pour une période de trois ans au plus.

### Organisation des élections

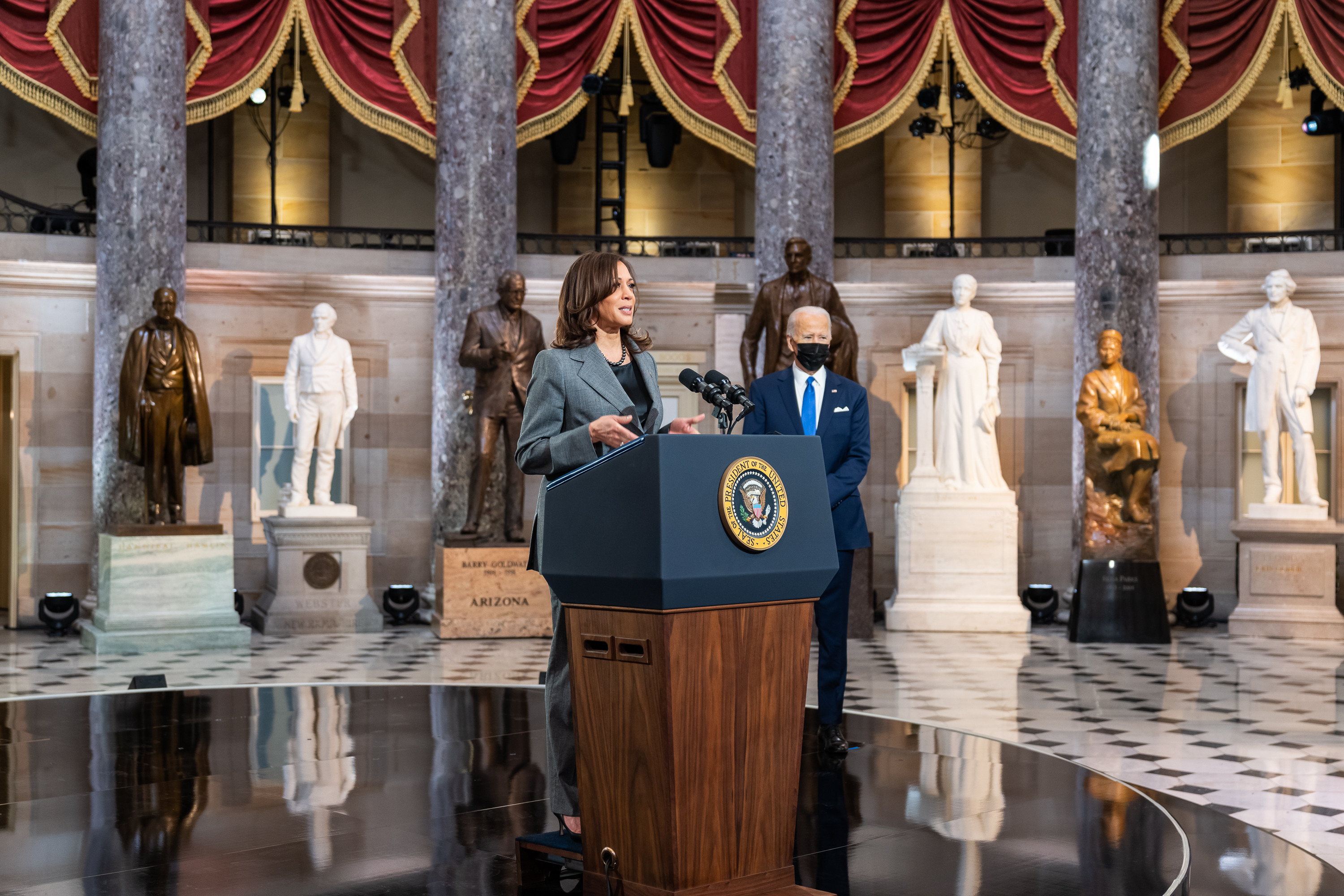
Kamala Harris, accompagnée de Joe Biden, fait un discours à l'occasion de l'anniversaire de l'assaut du Capitole, le 6 janvier 2022.

En décembre 2017, Harris et cinq autres sénateurs présentent le Secure Elections Act, un projet de loi accordant des subventions aux États afin de moderniser leurs outils électoraux. La loi aurait aussi créé un panel d'experts en cybersécurité afin de développer des recommandations pour les systèmes de vote, que les États auraient librement pu adopter.
En mars 2019, alors qu'elle participe à l'émission Jimmy Kimmel Live!, Harris déclare qu'elle est ouverte à une discussion concernant la fin du collège électoral, puisqu'il « n'y a aucun doute que le vote populaire a perdu de son importance quant au choix du président des États-Unis, et on doit s'occuper de ça ».
En mai 2019, Harris présente avec d'autres sénateurs le PAVE Act, un projet de loi qui aurait donné au département de la Sécurité intérieure le pouvoir de créer des standards de cybersécurité minimum pour le vote électronique, aurait permis aux États de financer des machines pour scanner les bulletins de vote et aurait permis aux États de mener les auditions nécessaires afin de détecter tout piratage informatique lors des élections fédérales.

### Contrôle des armes à feu
Harris a toujours soutenu le contrôle des armes à feu et a également constamment reçu de mauvaises notes du Political Victory Fund (en), qui est le comité d'action politique de la NRA,. Alors qu'elle était procureure, elle a été amicus curiae dans l'affaire District of Columbia v. Heller (en), affirmant que la loi du district de Columbia mise en cause ne violait pas le deuxième amendement.
L'ex-représentante Gabrielle Giffords, qui a fondé le Giffords Center for Violence Intervention, l'a soutenue en 2016 puis en 2024, affirmant pendant un meeting que l'élection de 2024 est « un choix entre Harris, qui interdirait les armes d'assaut (en), et plus de violence liée aux armes à feu sous Trump, qui est soutenu par le lobby des armes ». Après la fusillade de Las Vegas, Harris a soutenu un appel au contrôle des armes à feu, affirmant que « nous devons nous engager à agir. Un autre moment de silence ne suffira pas ».
En novembre 2017, Harris présente avec d'autres sénateurs démocrates le Military Domestic Violence Reporting Enhancement Act, un projet de loi qui aurait créé un délit de violence familiale dans l'Uniform Code of Military Justice et aurait obligé que les condamnations liées à ce délit soient inscrites dans une base de données fédérale, afin de mettre fin à une faille de l'UCMJ où des agresseurs condamnés étaient autorisés à acheter des armes à feu.
En janvier 2019, Harris présente avec Tammy Baldwin et 38 autres sénateurs démocrates le Background Check Expansion Act, qui aurait rendu obligatoire une vérification des antécédents (en) d'une personne pour chaque achat d'armes. Les exceptions prévues par cette loi concernaient les transferts d'armes entre policiers, le prêt d'armes pour la chasse ou pour des évènements sportifs, le don d'une arme à une personne de sa famille proche, la transmission d'armes à feu dans le cadre d'un héritage ou le don d'un arme à feu à une personne en pleine situation de légitime défense.
En mai 2019, Harris, accompagnée de 10 autres sénateurs, adresse une lettre au directeur général de Facebook Mark Zuckerberg, lui demandant d'expliquer pourquoi certains utilisateurs « [sont] capables de faciliter les transactions d'armes à feu en redirigeant les acheteurs potentiels vers d'autres moyens de communication », et ce malgré le fait qu'Instagram a interdit les ventes d'armes à feu, demandant à connaître la manière avec laquelle l'entreprise gère sa politique liée aux ventes d'armes à feu et comment les personnes ayant violé cette politique sont tenues responsables.
Alors qu'elle participe en 2019 à l'émission The Tonight Show, Harris explique qu'elle soutient le rachat obligatoire des armes d'assaut par les autorités, affirmant ceci :

« Je pense qu'on a besoin d'organiser des rachats, et je vais vous dire pourquoi. Premièrement, soyons clairs à propos de ceux que sont les armes d'assaut : elles ont été conçues pour tuer rapidement beaucoup d'êtres humains. Ce sont des armes de guerre, qui n'ont pas leur place dans une société civilisée. J'ai vu des armes d'assaut tuer des bébés et des officiers de police. »

En mai 2019, Harris déclare qu'elle interdirait l'import aux États-Unis d'armes d'assaut de type AR-15 si elle était élue présidente. En août de la même année, elle dévoile un plan de lutte contre le terrorisme domestique (en) tout en rendant plus difficile pour les suspects de se procurer et de détenir des armes à feu, en formant des ordonnances visant à prévenir le terrorisme domestique qui permettraient aux policiers et aux membres de la famille d'une personne « présentant des signes évidents de dangerosité » de demander une restriction d'accès temporaire d'une personne aux armes à feu. Harris a déclaré que « des armes chargées ne sont qu'à quelques clics de chaque terroriste intérieur possédant un ordinateur ou un smartphone » et a fait référence au « besoin d'agir afin de garder les armes à feu hors des mains des personnes dangereuses, et arrêter les attaques violentes et haineuses avant qu'elles arrivent ».

### Immigration

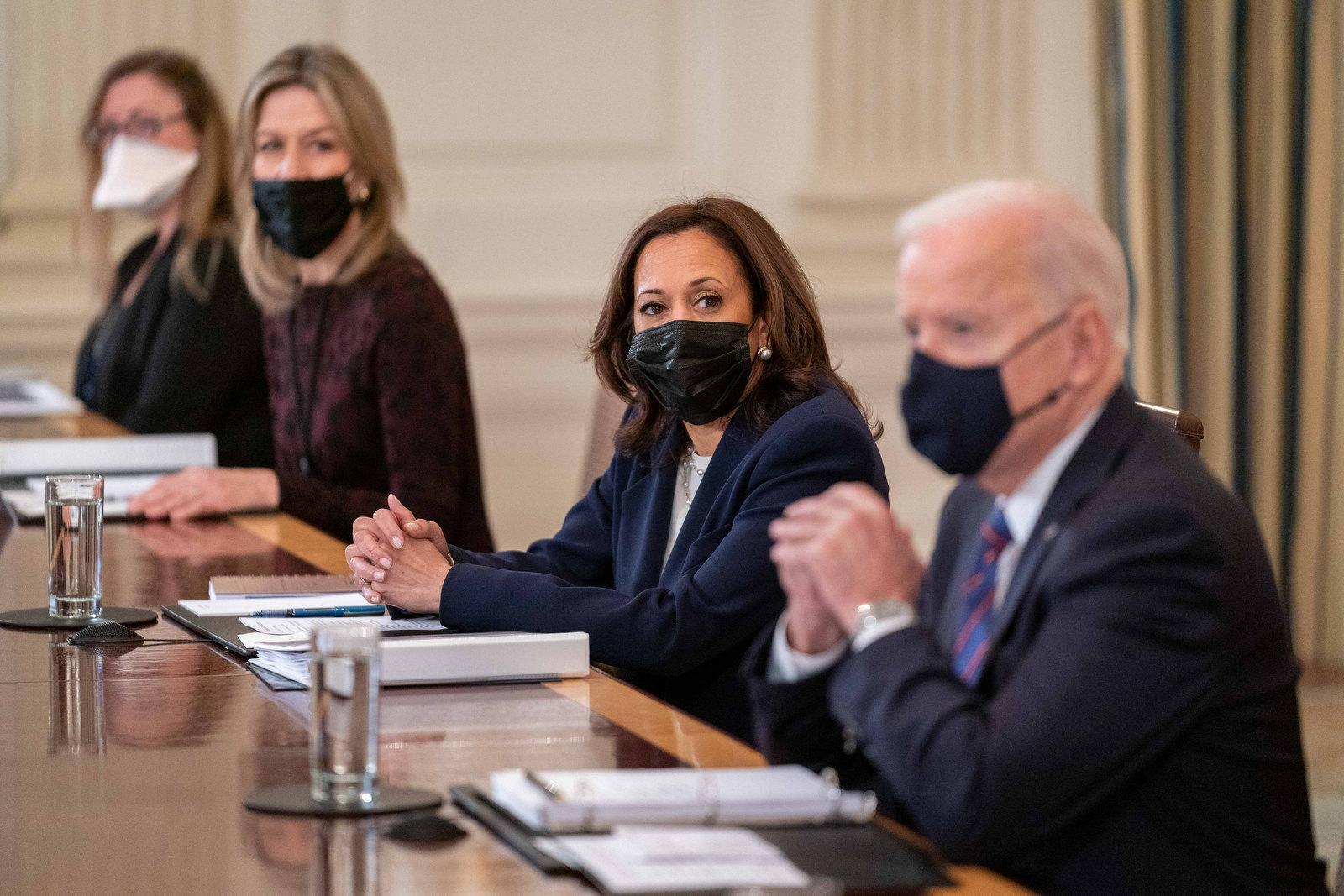
Kamala Harris lors d'une réunion sur l'immigration dans la salle à manger d'État de la Maison-Blanche, en mars 2021.

Harris a promis d'établir une « forte sécurité frontalière » couplée à un chemin vers la citoyenneté (en). En août 2024, des militants sur la question ont décrit que Harris souhaitait se positionner comme « plus dure sur l'immigration que Trump ». Harris considère que le système d'immigration des États-Unis est « cassé », qu'il est nécessaire de le réparer et que la plupart des américains le pensent également. Dans un clip de campagne publié en juillet 2024, il est affirmé que « Kamala Harris soutient l'augmentation des effectifs de la Border Patrol » et dépeint Trump comme n'étant pas sérieux sur l'immigration. Pendant sa campagne, Harris a également mis en avant son combat contre des gangs transnationaux, des cartels de drogues et contre traite des êtres humains.
En 2006, alors qu'Harris est procureure de San Francisco, elle soutient la politique de ville sanctuaire menée par la mairie, qui préconisait de ne pas considérer le statut d'immigré lors d'une enquête criminelle, affirmant que cette politique a permis à certaines personnes de témoigner sur des affaires criminelles. Harris a affirmé qu'il est important que les immigrés aux États-Unis puisent s'adresser à la police sans crainte.

#### Traitement et droits des migrants
Alors qu'elle est sénatrice, Harris critique ouvertement l'administration Trump pour leur traitement des personnes, et particulièrement des femmes enceintes, essayant d'immigrer aux États-Unis ou y demandant l'asile. En avril 2018, elle envoie avec cinq autres sénateurs une lettre à Tom Homan (en), directeur de l'ICE, le questionnant sur les standards que l'agence utilise pour détenir des femmes enceintes, et demandant que les femmes enceintes ne soient pas détenues provisoirement sauf si des circonstances exceptionnelles le demandent, après qu'il a été rapporté que « l'ICE a échoué à donner les soins médicaux nécessaires à des femmes enceintes immigrées qu'elle détenait — résultant en des fausses couches et d'autres impact négatifs sur la santé [des détenues] ». En juillet 2018, Harris présente avec 21 autres sénateurs le Stop Shackling and Detaining Pregnant Women Act, qui aurait interdit aux agents d'immigration de détenir des femmes enceintes dans la plupart des cas et aurait amélioré les conditions de détention des autres détenus. Harris et d'autres sénateurs ont également écrit à l'ICE et au CBP, affirmant que « la détention d'une femme enceinte pour des infractions liées à l'immigration n'est jamais justifiée » à cause de « l'absence de preuves démontrant que la détention d'une femme enceinte est nécessaire, car celle-ci pose une menace pour elle-même et les autres personnes ou une menace à la sûreté publique et nationale ». Les sénateurs ont demandé que le CBP prennent des mesures pour que les femmes enceintes détenues reçoivent « un traitement opportun et approprié », et que les deux agences fournissent des informations sur la disponibilité des installations médicales et des médecins aux femmes enceintes immigrées, et des statistiques complètes sur la détention de celles-ci.
Toujours en 2018, Harris et d'autres sénateurs démocrates écrivent à la secrétaire à la Sécurité intérieure Kirstjen Nielsen, lui demandant de réunir 539 enfants migrants avec leur famille, en affirmant que chaque jour d'inaction cause « des tramautismes inutilement causés par cette administration à des enfants et des familles qui recherchent la protection humanitaire ». En 2019 Harris, accompagnée de Kirsten Gillibrand et Amy Klobuchar, écrit également à l'Office of Refugee Resettlement (en), disant que l'agence « devrait prioriser la réunion de chaque enfant [avec sa famille] aussi vite que possible, mais elle est à la place responsable de politiques forçant les enfants à être retenus plus longtemps par le gouvernement », et qu'il était obligatoire pour l'agence de « s'assurer que la garde et le traitement [des enfants migrants non-accompagnés] doit respecter les standards imposés par le droit national et international ».
En août 2019, après que l'administration Trump ait annoncé que les candidats à l'obtention de la green card ou d'un visa pourrait voir leur demande refusée s'il avait un faible revenu, un faible niveau d'éducation ou s'il avaient utilisé des prestations sociales comme des bons alimentaires ou des aides au logements, Harris a affirmé que cette décision fait partie d'une campagne menée afin de « calomnier tout un groupe de personnes » et que l'envoi par Trump des forces armées à la frontière avec le Mexique avait pour but de « nous distraire du fait qu'il a trahi tellement de gens et qu'il a en fait fait très peu de choses dans l'intérêt des familles américaines ».

#### Immigration pendant la pandémie de Covid-19
En avril 2020, en pleine pandémie de Covid-19, Harris et plusieurs autres parlementaires démocrates écrivent une lettre au bureau de l'inspecteur général du département de la Sécurité intérieure (en), demandant l'ouverture d'une enquête sur les conditions de détention des migrants au centre d'Otay Mesa (en) après qu'il a été révélé que des détenus n'ont pu obtenir des masques qu'en signant des contrats. Dans ladite lettre, il est écrit que « pendant une crise sanitaire, il est de notre devoir de protéger la santé et la sécurité de chaque individu, et particulièrement [celles de] ceux qui sont détenus et incapables de prendre des décisions par eux-mêmes ».
Harris a également soutenu le Coronavirus Immigrant Families Protection Act, qui aurait alloué des fonds aux CDC afin de financer des opérations de santé multilingues à des communautés en difficulté, afin de leur offrir des soins liés au Covid-19. Ce projet de loi aurait également permis aux migrants détenus provisoirement de recevoir des traitements contre le Covid-19.

#### Réforme du statut DACA

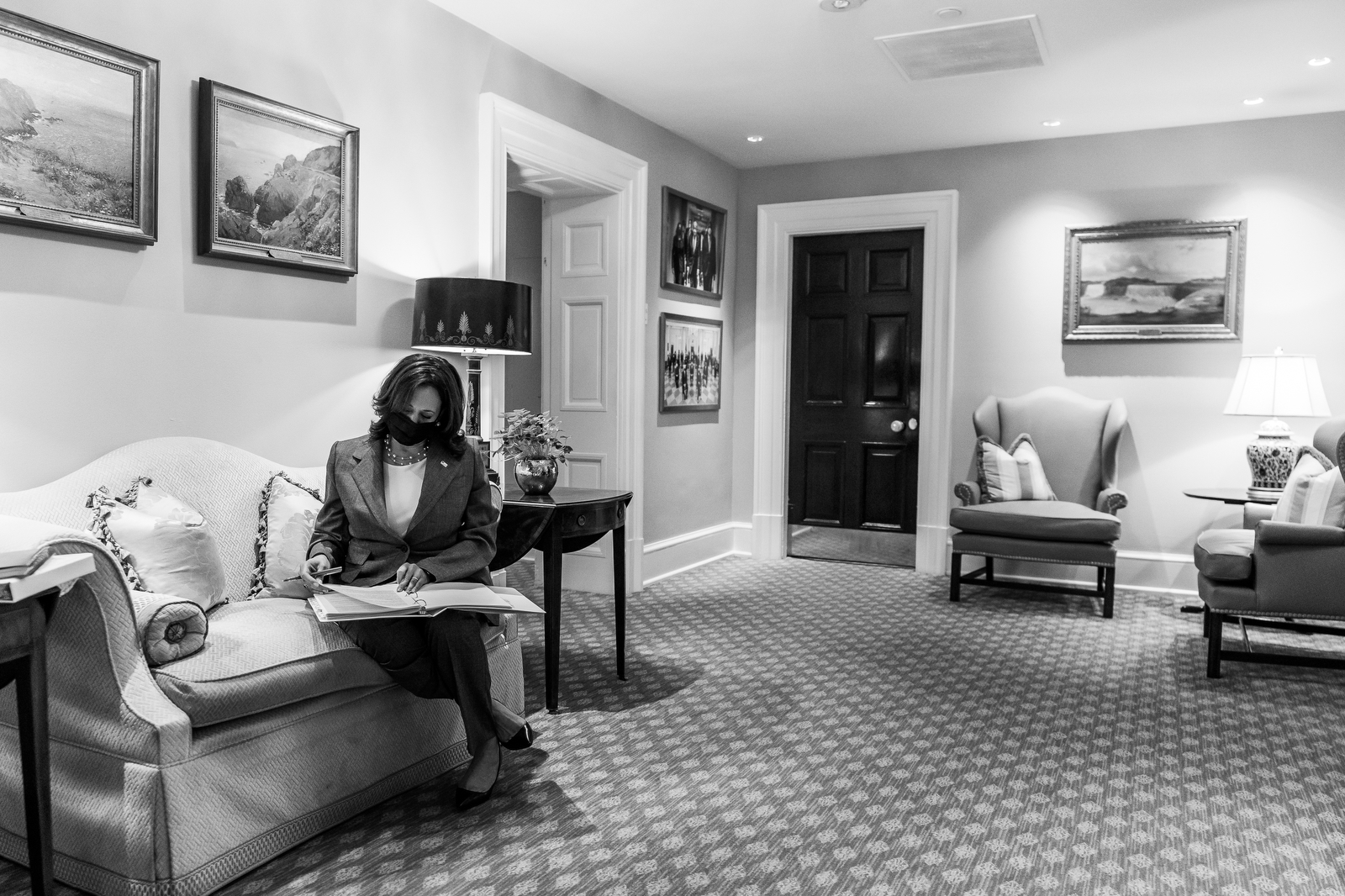
Kamala Harris vérifiant des notes dans l'aile Ouest de la Maison-Blanche, en avril 2021.

En octobre 2017, Harris assure qu'elle ne votera pas de projet de loi de finances tant que le Congrès ne réformait pas le statut DACA de manière de clarifier « ce que nous allons faire pour protéger et prendre soin des jeunes [migrants] sous le statut DACA dans notre pays ». En février 2018, elle ne soutient pas une proposition portée par les démocrates de financer à hauteur de 25 milliards de dollars le mur de Trump en échange d'offrir la citoyenneté américaine à certains immigrants.
En 2018, Harris apporte son soutien au DREAM Act. Elle a également affirmé que si elle était élue présidente des États-Unis, elle mettrait en place une réforme compréhensive du système d'immigration américain incluant un renouvellement et une expansion du statut DACA, qui autoriserait les parents, la fratrie et les époux sans papiers de citoyens américains à chercher l'asile aux États-Unis, et supprimerait les barrières empêchant certains immigrés de demander leur green card.
En janvier 2019, Harris et 19 autres sénateurs présentent le Dreamer Confidentiality Act, un projet de loi qui aurait interdit au département de la Sécurité intérieure de transmettre des informations collectées sur les personnes ayant le statut DACA à l'ICE, au CBP, au département de la Justice et à toute agence de police, mis à part si les informations concernent des demandes frauduleuses, des menaces à la sécurité nationale ou des délits ne concernant pas l'immigration.
En juin de la même année, après que département du Logement et du Développement urbain ait confirmé que les récipiendaires du statut DACA n'était pas éligibles pour demander un prêt au gouvernement fédéral, Harris et onze autres sénateurs présentent le Home Ownership Dreamers Act, une loi qui aurait interdit à la FHA, à la Fannie Mae, à la Freddie Mac et au département de l'Agriculture de refuser de donner un crédit hypothécaire à quelqu'un à cause de son statut d'immigré.

#### Police aux frontières
En janvier 2018, Harris, accompagnée de trois autres sénateurs démocrates, présente le Border and Port Security Act, une loi qui aurait obligé le CBP à « recruter, entraîner et assigner au moins 500 officiers par an jusqu'à ce que le nombre  nécessaire de postes soit pourvu ».
En juillet 2019, Harris et 15 autres sénateurs démocrates présentent le Protecting Sensitive Locations Act, qui aurait obligé aux agents de l'ICE de recevoir l'approbation d'un supérieur afin d'intervenir dans des endroits sensibles, que leurs actions dans ces endroits sont consignées et qu'ils reçoivent un entraînement approprié.
En 2020, Harris et plusieurs autres sénateurs démocrates adressent une lettre au secrétaire à la Défense James Mattis à propos de la « politisation à outrance de l'armée », après que l'administration Trump ait annoncé le déploiement de 5800 soldats à la frontière avec le Mexique, demandant au NORTHCOM de justifier le déploiement de troupes, en exhortant Mattis de « freiner l'escalade sans précédent de l'implication du département de la Défense dans la lutte contre l'immigration ».
En 2023, alors qu'elle est vice-présidente, Harris annonce que le gouvernement souhaite taxer les entreprises privées à hauteur de 950 millions de dollars afin d'attribuer cet argent à des communautés d'Amérique centrale dans le but de répondre aux causes de l'immigration de masse, notamment la pauvreté. Pendant son mandat elle a également soutenu le Secure the Border Act, qui aurait créé de nouveaux poste d'agents à la frontière et aurait prévu la fermeture de la frontière si trop de personnes s'y trouvaient. Donald Trump a alors demandé aux républicains au Sénat et à la Chambre des représentants (en) de ne pas voter pour le projet de loi, puisque qu'elle mettrait à mal sa réélection et celle des autres républicains en les empêchant d'utiliser l'immigration comme le thème central de leur campagne,. Harris a critiqué Trump pour son opposition à la loi, et a affirmé qu'elle mettrait celle-ci en place si elle était élue présidente.
En septembre 2024, un questionnaire qu'Harris a rempli auprès de l'ACLU en 2019 refait surface : dans celui-ci Harris souhaite réduire drastiquement le financement de l'ICE et souhaite mettre fin à la détention des migrants, et soutient également le financement par le gouvernement fédéral des chirurgies de réattribution sexuelle sur les immigrés détenus et les prisonniers fédéraux.

### Vie privée sur Internet et neutralité du réseau
En septembre 2017, Harris et plusieurs autres sénateurs démocrates envoient une lettre au responsable de la FCC Ajit Pai, l'exhortant de « donner aux responsables la possibilité de commenter les dizaines de milliers de plaintes qui ont mis en lumière des changements proposés aux protections actuellement en place de la neutralité du réseau ».
En mars 2018, Harris co-signe une lettre écrite par Jeff Merkley étrillant la proposition faite par Pai de réduire drastiquement le financement du programme Lifeline, qui permettait à environ 6,5 millions d'Américains pauvres de profiter d'Internet à haut débit, en affirmant qu'il est « de l'obligation de Pai, en tant que responsable de la FCC, au peuple américain, d'améliorer le programme Lifeline et de s'assurer que plus d'Américains puissent profiter et accéder à un Internet haut débit ». Les sénateurs ont également souhaité l'expansion du programme à un plus grand nombre de personnes.

### Droits LGBT

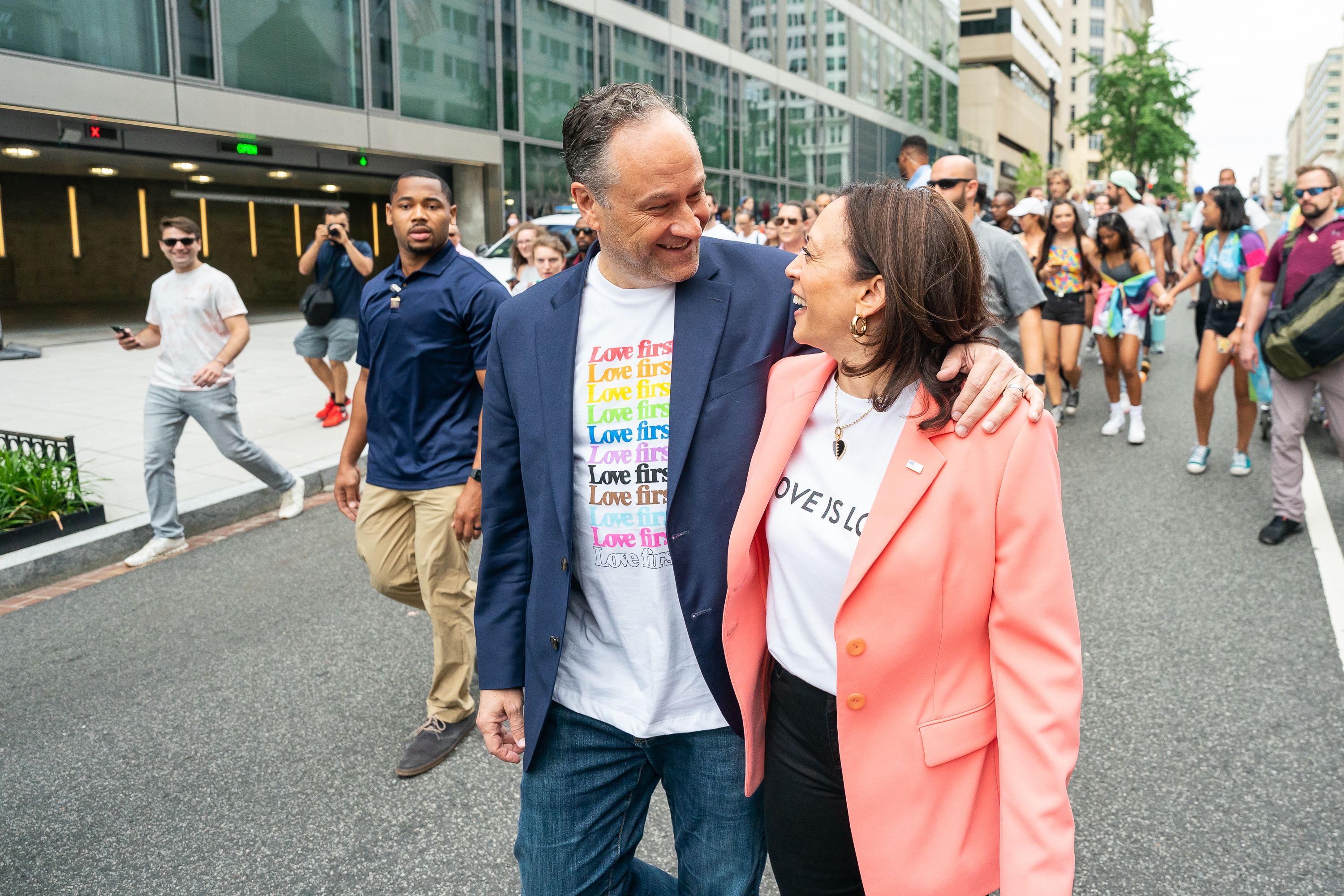
Kamala Harris et son mari Doug Emhoff lors d'une marche des fiertés à Washington D.C. en juin 2021. Kamala Harris devenait alors la première vice-présidente américaine à participer à une marche des fiertés.

Alors qu'elle est procureure générale de Californie, Kamala Harris refuse de défendre la proposition 8 devant les tribunaux, et a célébré le premier mariage homosexuel en Californie suivant l'infirmation de la proposition 8 par la Cour suprême en 2013.
En octobre 2017, Harris annonce soutenir l'Equality Act (en), un projet de loi qui aurait interdit la discrimination liée à l'orientation sexuelle. En juillet 2018 elle soutient également le Gay and Trans Panic Defense Prohibition Act of 2018, un projet de loi visant à couper court à la gay panic defense et à la trans panic defense.
En octobre 2019, Harris déclare lors d'une réunion publique soutenir « tous les gens qui se battent pour l'égalité » dans des affaires qui détermineraient si les personnes gays et transgenres seraient protégées par des lois interdisant la discrimination au travail. Harris a également mis en lumière l'épidémie de crimes de haine envers les femmes transgenres noires, notant que les personnes de couleur et LGBT subissaient une double discrimination.
Harris a cependant été critiquée lorsqu'en 2015 elle remplit une motion destinée à la cour d'appel pour le 9e circuit, visant à bloquer l'accès d'une détenue transgenre à des chirurgies de réattribution sexuelle, alors que la même cour d'appel a considéré que ce traitement violait le 8e amendement,. Harris s'est expliquée sur cet épisode en 2019, affirmant que « des mémoires étaient souvent écrits au nom de son bureau sans sa consultation », et qu'en tant que procureure générale elle était obligée de défendre l'État et sa position.

### Travailleurs du sexe
En 2008, alors qu'elle est procureure de San Francisco, elle s'oppose à la proposition K, une initiative populaire qui aurait décriminalisé le travail du sexe (en), la considérant comme « complètement ridicule » et affirmant que la proposition « déroulerait le tapis rouge aux proxénètes et aux prostitués pour venir à San Francisco »,.
En tant que procureure générale de Californie, elle engage des poursuites contre le site de petites annonces Backpage, qui possédait une section dédiée aux escortes. Les poursuites mènent à l'arrestation du directeur général du site, qui retire en conséquence sa section pour adultes,,. En tant que sénatrice, elle vote pour la loi SESTA, qui interdit toute aide au trafic sexuel sur le territoire américain,.
La position de Kamala Harris sur le travail du sexe s'est assouplie avec le temps ; dans une interview donnée à The Root (en) en 2019, elle affirme soutenir la décriminalisation du travail du sexe, et a déclaré qu'en tant que procureure générale, elle préférait s'attaquer aux proxénètes qu'aux travailleurs du sexe,.

### Droit de vote

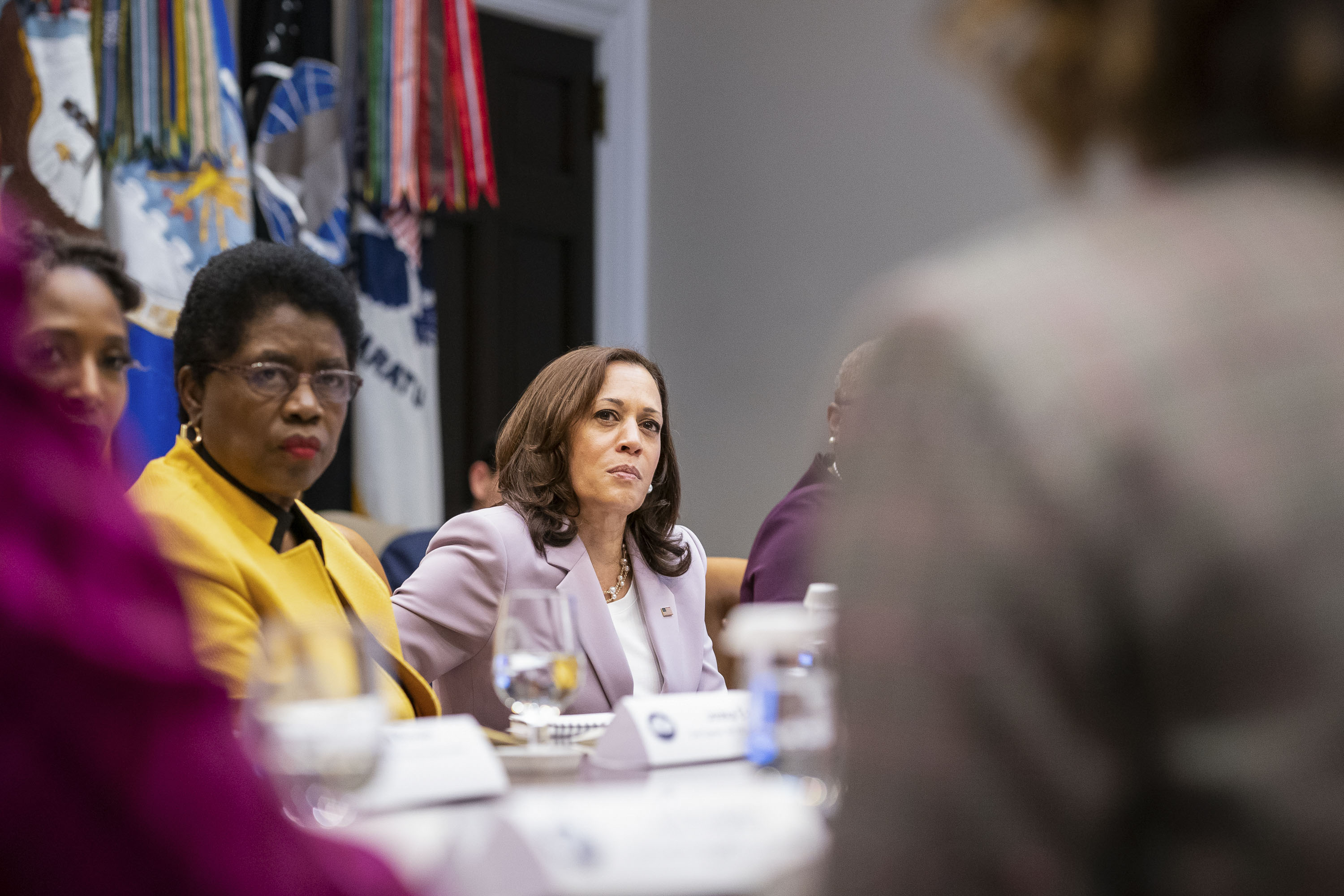
Kamala Harris lors d'une réunion avec des femmes afro-américaines sur le droit de vote, juillet 2021.

En 2019, Harris a attribué les défaites lors des élections aux postes de gouverneurs en 2018 de Stacey Abrams et Andrew Gillum, respectivement en Géorgie et en Floride, à la voter suppression (en).
En avril 2020, Harris présente avec les représentants démocrates Jim Clyburn et Marcia Fudge le Vote Safe Act, un projet de loi qui aurait établi un standard minimum pour le vote postal, aurait obligé les bureaux de votes à ouvrir au moins 20 jours afin la fin de l'élection, et aurait alloué 5 milliards de dollars aux États afin d'augmenter la sécurité des bureaux de votes pendant la pandémie de Covid-19.

## Enjeux économiques
Harris a déclaré qu'elle « croit au capitalisme, mais [que] le capitalisme ne marche pas pour la majorité des gens » et qu'elle n'est pas une socialiste, bien qu'elle insiste sur le fait que beaucoup doit être fait afin de garantir l'égalité des chances, particulièrement pour les classes ouvrières,.

### Financement des campagnes électorales
La campagne présidentielle de Harris en 2020 (en) a rejeté la plupart des donations faites par des entreprises et par des PACs représentant les entreprises, Harris préférant reposer sur des dons individuels,. Harris a notamment affirmé que « notre campagne ne prend pas de dons de PACs ou de lobbyistes, et c'est un choix délibéré ». Une enquête de The Intercept a cependant révélé que la campagne de Harris été celle qui, parmi les campagnes ayant refusé publiquement d'accepter les donations de PACs d'entreprises, avait le plus accepté d'argent de ces mêmes PACs.

### Covid-19

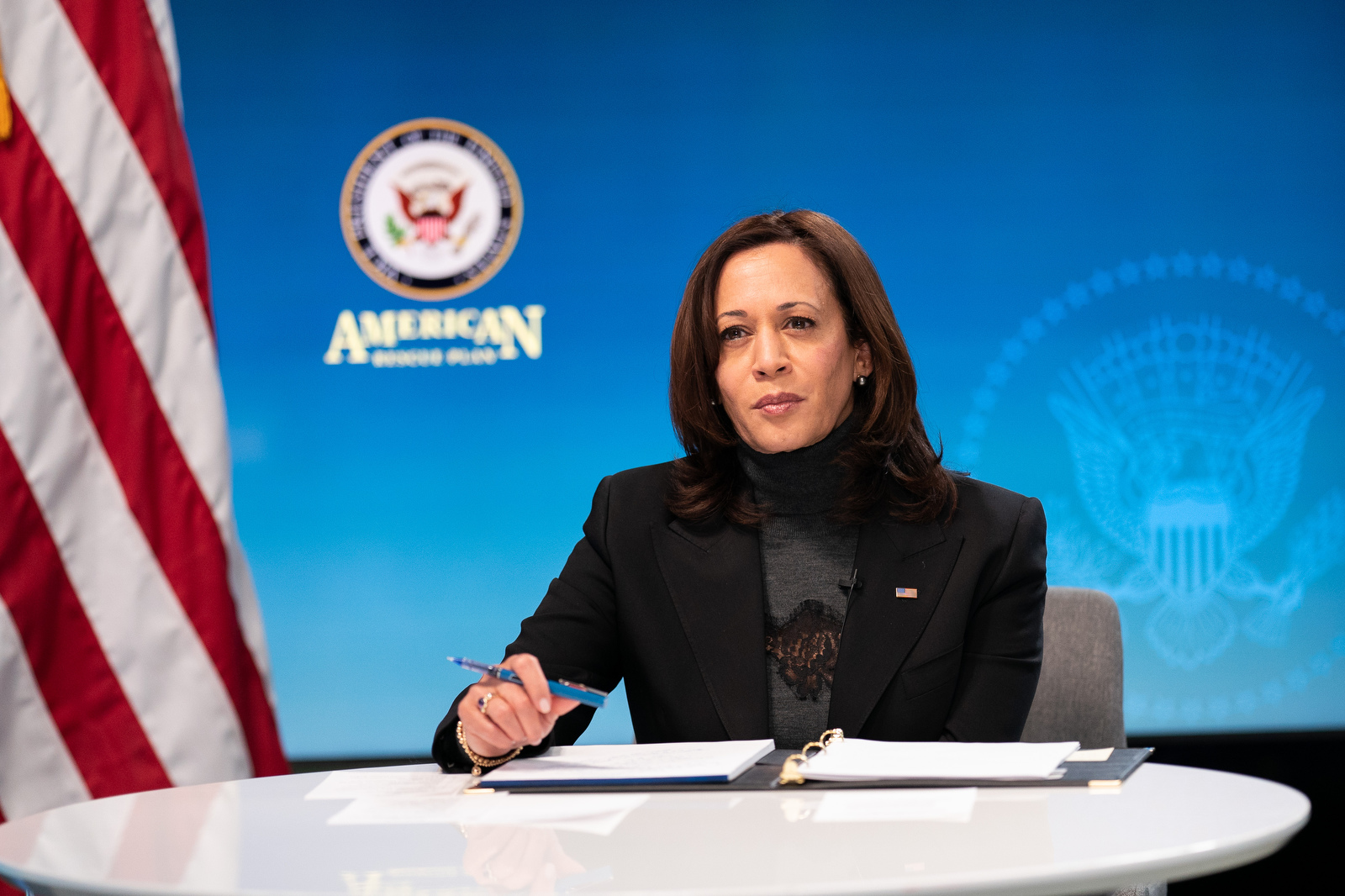
Kamala Haris los d'une visioconférence sur le Plan de sauvetage américain, en février 2021.

En avril 2021, Harris et d'autres membres du Congrès démocrates proposent la création d'une commission bipartisane dédiée à la réponse à la pandémie de Covid-19, comme cela a été fait après le 11 septembre 2001. Harris et ses collègues ont également envoyé une lettre aux agences sanitaires de l'administration Trump, demandant l'instauration d'un protocole afin de compter le nombre de victimes du virus (en) afin de limiter la sous-estimation du nombre de morts.
Harris a également présenté au Sénat le COVID-19 Racial and Ethnic Disparities Task Force Act dans le but de lutter dans les disparités liées à la race dans la réponse appotée à la pandémie. Cette loi aurait donné au département de la Santé et des Services sociaux le pouvoir d'édicter des recommendations quant à la distribution de ressources à des communautés victimes de dispartiés ethniques ou raciales au niveau du nombre d'infections, d'hospitalisation et de morts liées aux Covid-19 dans ces communautés.
En outre, Harris présente des lois pour augmenter l'accès au programme de bons alimentaires puis pour étendre l'éligibilité des personnes à être aidées par la FEMA, permettant aux États de s'associer avec des restaurants ou des organismes à but non lucratif afin de fournir de la nourriture aux personnes précaires pendant la pandémie,. Elle présente également, avec les sénateurs Bernie Sanders et Ed Markey, une loi qui aurait accordé 2000$ chaque mois à tous les Américains gagnant annuellement 120000$, alors que le taux de chômage a atteint 14,7% pendant la pandémie.

### Plans en cas de catastrophe naturelle

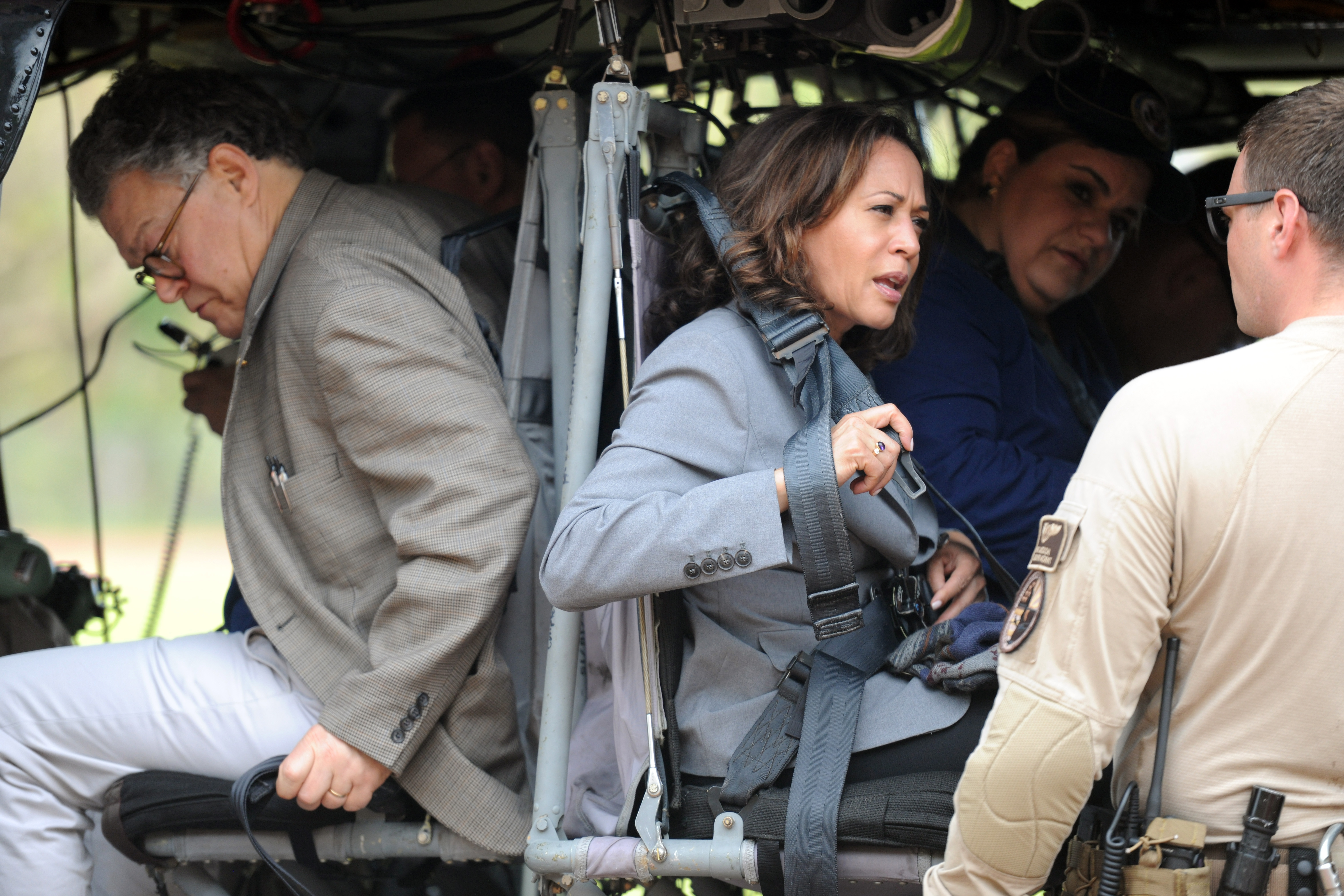
Kamala Harris visite Porto Rico après le passage de l'ouragan Maria, en novembre
2017.

En octobre 2017, après les passages des ouragans Maria et Irma aux États-Unis, Harris écrit avec d'autres sénateurs démocrates une lettre à la secrétaire à la sécurité intérieure Elaine Duke, l'exhortant à « fournir toutes les ressources nécessaires pour confirmer que les morts liées aux ouragans soient comptées correctement » puisque Donald Trump semblait « utiliser le nombre de victimes pour déterminer la qualité de la réponse à la catastrophe ». Dix mois après le passage de Maria sur Porto Rico, ils écrivent également à la FEMA, leur demandant de donner leur aide aux portoricains déplacés dans le cadre du programme Individuals and Households (en), affirmant que l'agence refusait de le faire « à des taux alarmants ».
En février 2019, Harris présente le Protecting Disaster Relief Funds Act, un projet de loi qui aurait interdit à Donald Trump d'utiliser des fonds alloués aux départements de la Sécurité intérieure et du Logement et du Développement urbain et au Corps du génie de l'armée prévus pour la réponse aux catastrophes naturelles afin de construire des barrières le long de la frontière avec le Mexique. Harris a expliqué que le projet de loi avait pour but « d'assurer que les fonds prévus pour [aider] les victimes de catastrophes naturelles n'aillent pas financer la construction d'un mur que le Congrès ne veut pas financer et que les gens à la frontière ne veut même pas ».
En avril 2019, Harris s'oppose à une programme de réponse aux catastrophes proposé par les républicains, accusant l'administration Trump de « ne pas aider pleinement les victimes des incendies en Californie et les millions de citoyens américains qui souffrent à Porto Rico et aux Îles Vierges. Les survivants de ces catastrophes souffrent, et ils méritent un soutien fort et immédiat, et ce projet de loi ne le fait pas » ; elle ne peut cependant pas voter contre le projet de loi, étant alors en pleine campagne pour l'investiture démocrate à l'élection présidentielle de 2020 (en).
En novembre de la même année, après que d'importants feux de forêts (en) causent des pannes de courant massives (en) impactant plus de 2,7 millions californiens laissés sans défense ni provisions face aux incendies, elle présente le Wildfire Defense Act, un projet de loi qui aurait alloué un milliard de dollars à la création de plans de réponse communataire aux feux de forêt, en plus de 10 millions de dollars pour les implémenter.

### Protection des consammateurs
En avril 2020 Harris et Elizabeth Warren présentent au Sénat le Price Gouging Prevention Act, une loi qui aurait donné à la Federal Trade Commission le pouvoir d'interdire les hausses excessives des prix (en) sur les biens de consommation lors de situations d'urgence nationale, considérant toute augmentation de plus de 10% du prix d'un produit comme excessive.

### Libre-échange
Harris s'est opposée à plusieurs accords de libre-échange, comme l'Accord de partenariat transpacifique, à l'ALENA puis à l'ACEUM, citant notamment la protection des travailleurs et de l'environnement comme les principales raison de son opposition,. Elle déclare notamment que les États-Unis « doivent mieux réfléchir quant aux priorités qui devraient être plus aujourd'hui qu'elle ne l'était à l'époque [de l'adoption de l'ALENA], des problèmes tels que la crise climatique que nous devons mieux intégrer dans ces accords commerciaux ».
Harris s'est également opposé aux droits de douane mis en place par la 1re administration Trump. Malgré cette opposition Harris ne se considère pas comme une « démocrate protectionniste ».

## Notation
Cette section répertorie les différentes notes données à Kamala Harris par différents lobbys américains. Plus la note est élevée, plus le lobby considère qu'Harris est en accord avec ses principes et ses valeurs.
| Date      | Lobby                                             | Sujet de prédilection                    | Note |
| --------- | ------------------------------------------------- | ---------------------------------------- | ---- |
| 2019      | Alliance for Retired Americans (en)               | Retraités                                | 100% |
| 2017-2019 | Union américaine pour les libertés civiles        | Libertés publiques                       | 93%  |
| 2017-2019 | American Farm Bureau Federation                   | Agriculture                              | 0%   |
| 2017-2019 | AFL-CIO                                           | Syndicalisme d'industrie                 | 100% |
| 2017      | AFSCME                                            | Syndicalisme dans le secteur public (en) | 86%  |
| 2018      | Center for Biological Diversity                   | Protection des espèces en danger         | 89%  |
| 2019-2020 | Children's Defense Fund (en)                      | Droits de l'enfant                       | 100% |
| 2017      | Club for Growth (en)                              | Optimisation fiscale                     | 4%   |
| 2019-2020 | Common Cause (en)                                 | Transparence démocratique                | 100% |
| 2017-2018 | FreedomWorks                                      | Libertarianisme                          | 29%  |
| 2017-2018 | Human Rights Campaign                             | Droits LGBT                              | 100% |
| 2019      | Ligue des électeurs pour la conservation          | Écologisme                               | 90%  |
| 2017-2018 | NAACP                                             | Droits civiques                          | 100% |
| 2019-2020 | National Association of Police Organizations (en) | Défense des policiers                    | 80%  |
| 2010-2019 | Reproductive Freedom for All                      | Droit à l'avortement                     | 100% |
| 2019      | National Education Association                    | Éducation                                | 100% |
| 2010-2016 | Political Victory Fund (en)                       | Port d'armes                             | 7%   |
| 2020      | NumbersUSA (en)                                   | Réduction de l'immigration               | 0%   |
| 2017-2019 | Planned Parenthood                                | Droit à l'avortement                     | 100% |
| 2020      | Chambre de commerce des États-Unis                | Intérêts des entreprises                 | 52%  |